# Universidade Fernando Pessoa
A Universidade Fernando Pessoa (UFP) é uma universidade privada sediada na cidade do Porto, em Portugal. 
Foi reconhecida pelo Decreto-Lei n.º 107/96, de 31 de Julho, e resultou da integração do Instituto Superior de Ciências da Informação e da Empresa e do Instituto Erasmus de Ensino Superior. Tem a sede no Porto (Paranhos) e uma unidade em Ponte de Lima, e ministra 23 cursos de licenciatura.
A UFP dispõe ainda de diversas ações de formação: Cursos de Especialização Tecnológica (CET), formação contínua e cursos especiais para Maiores de 23 anos.
Em janeiro de 2023, a Agência de Avaliação e Acreditação do Ensino Superior aprovou o curso de Medicina na Universidade Fernando Pessoa. As aulas vão decorrer no Porto, onde fica a sede da universidade, e em Gondomar, onde existe uma unidade de saúde privada.

## Licenciaturas

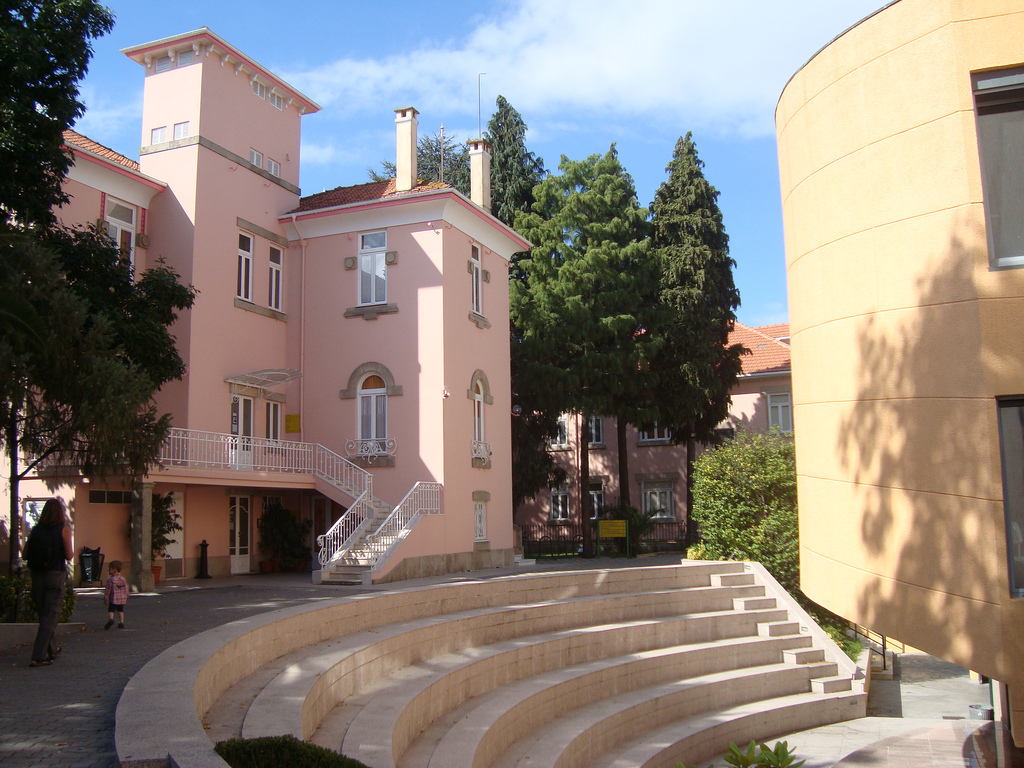
Campus do Porto

### Porto
- Faculdade de Ciência e Tecnologia (FCT)
  - «Arquitectura e Urbanismo (Mestrado Integrado)»
  - Engenharia Civil
  - Gestão da Qualidade, Ambiente e Segurança
  - «Engenharia Informática»
- Faculdade de Ciências da Saúde (FCS)
  - Análises Clínicas e Saúde Pública
  - Ciências da Nutrição
  - «Ciências Farmacêuticas (Mestrado Integrado)»
  - Enfermagem
  - Fisioterapia
  - Medicina Dentária (Mestrado Integrado)
  - Terapêutica da Fala
- Faculdade de Ciências Humanas e Sociais (FCHS)
  - Ciências da Comunicação
  - «Ciências Empresariais»
  - Ciência Política e Relações Internacionais
  - Estudos Culturais
  - Criminologia
  - Psicologia
  - Ciências da Informação e da Documentação
  - Serviço Social

### Ponte de Lima
- Faculdade de Ciências da Saúde (FCS)
  - Enfermagem
  - Reabilitação e Psicomotricidade
- Faculdade de Ciências Humanas e Sociais (FCHS)
  - Gestão Comercial e Contabilidade

## Investigação e Desenvolvimento
A Universidade Fernando Pessoa, possui neste momento 14 centros de Investigação[carece de fontes?], o que a faz com que seja uma das universidades privadas de Portugal mais avançadas neste campo, sendo eles:
- Centro de Bioengenharia e Farmacoclínica (CBFC)
- Centro de Estudos Latino-Americanos (CELA)
- Centro de Estudos da Comunicação (CEC)
- Centro de Estudos das Minorias (CENMIN)
- Centro de Estudos de Antropologia Aplicada (CEAA)
- Centro de Estudos de Tendências em Hotelaria e Turismo (CETS-HT)
- Centro de Estudos e Recursos Multimediáticos (CEREM)
- Centro de Estudos em Psicologia (CEPSI)
- Centro de Estudos sobre Texto Informático e Ciberliteratura (CETIC)
- Centro de Estudos Tributários e Administrativos (CETA)
- Centro de Modelação e Análise de Sistemas Ambientais (CEMAS)
- Centro Transdisciplinar de Estudos da Consciência (CTEC)
- Laboratório de Estudos e Projetos (LEP)
- Laboratório de Expressão Facial da Emoção (FEELab)
- Grupo de Sistemas e Sensores Biomédicos (SiSeBi)